# LDPI Förvaltnings AB
LDPI Förvaltning är ett bolag utan några anställda som ägs av 8 liberala tidningar:
- Dalarnas tidningar AB
- Gefle Dagblads Förvaltnings AB
- Eskilstuna-Kuriren AB
- Nerikes Allehanda AB
- Västerbottens-Kurirens AB
- Tidnings AB Stampen (GP)
- Vestmanlands Läns Tidning AB
- Nya Lidköpingstidningen AB

LDPI Förvaltnings AB äger bland annat Mix Megapol Halland (100%), Mediabolaget i Halland AB (100%).